# ミルクチョコレート

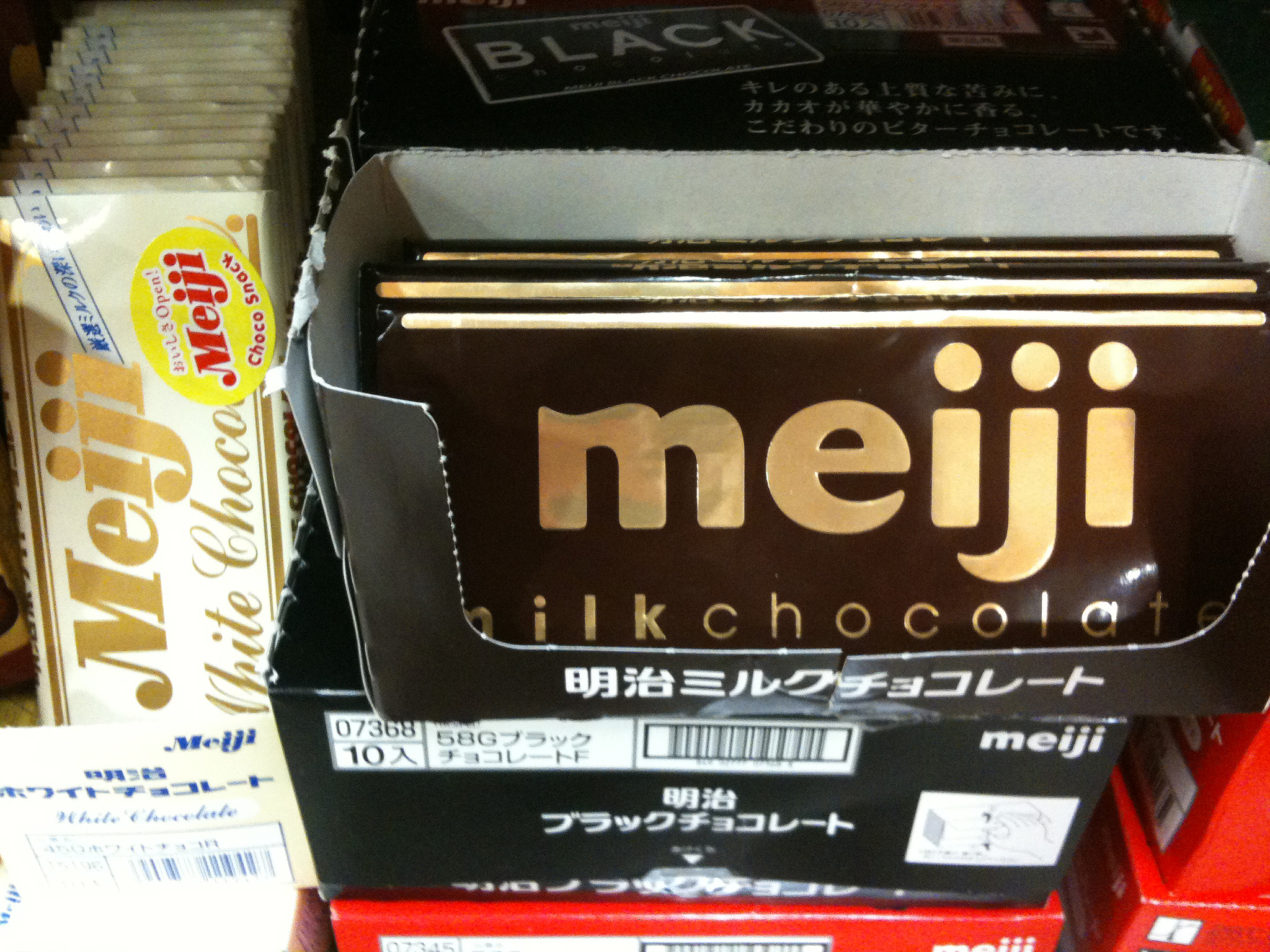
明治の発売する明治ミルクチョコレート

ミルクチョコレート (milk chocolate) は粉乳を使用したチョコレート。原料メーカーによってはショコラ・オ・レと呼称する場合もある。

## 概要
ミルクチョコレートはチョコレートのうち乳製品を混ぜ入れたものを言う。乳製品とは脱脂粉乳、全脂粉乳、クリーム粉乳などを指すが、クリーム粉乳を使用している場合はクリームチョコレートと呼称する場合もある。ビターチョコレートと比べて濃厚な甘みとクリーミーさがあり、舌触りが滑らかな特徴を持つ。
現代においてチョコレートの材料や配合は、国際規格（コーデックス規格）や国内規格でその定義が決められている場合が多く、日本では日本チョコレート・ココア協会によって1971年（昭和46年）に設定された「チョコレート類の表示に関する公正競争規約」によって定義付けがなされている。ミルクチョコレートはその中で「チョコレートのうちチョコレート生地の乳固形分が14%以上のもの」として定められている。

## 歴史
現在ミルクチョコレートと呼ばれる食べ物の歴史は19世紀のスイスにさかのぼる事ができる。それ以前もミルクチョコレートと呼ばれるものは存在したが、チョコレート・ドリンクに牛乳を加えたものを指すのが一般的であった。
フィリップ・スシャールがカカオと砂糖を混ぜる攪拌器を発明したのをきっかけとして1847年、イギリスでそれまで飲み物だったチョコレートを食べ物へと変化する技術革命が起こった。
その後、当時薬剤師であったアンリ・ネスレが粉乳を開発したのを受けて、1876年にスイスのショコラティエであるダニエル・ペーターによって初めて固形のミルクチョコレートとして売り出された。ペーターによるミルクチョコレートの発明は、ロドルフ・リンツのコンチング法やコンラート・ヴァン・ホーテンのココアパウダーの発明、ジョセフ・フライによる食べるチョコレートの発明などとともに「チョコレートの4大技術革命」のひとつにしばしば挙げられる。
日本では1918年（大正7年）に森永製菓が発売したものが初となっている。